# 安特拉科普
48°1′25″N 39°32′25″E / 48.02361°N 39.54028°E
安特拉科普（烏克蘭語：Антракоп）是位於烏克蘭東部的村莊，由盧甘斯克州多夫然斯克區的多夫然斯克市鎮負責管轄。該村始建於1955年，面積7平方公里，海拔高度211米，2001年人口49，人口密度每平方公里7人。